# Trisacharydy
Trisacharydy (trójcukry) – węglowodany (sacharydy), należące do oligosacharydów, powstałe na skutek połączenia trzech monosacharydów wiązaniem glikozydowym. Występują przede wszystkim w roślinach wyższych. Na przykład rafinoza złożona jest z glukozy, fruktozy i galaktozy, znajduje się w dużych ilościach w burakach cukrowych.
Inne trisacharydy: maltotrioza, melecytoza, rafinoza, erloza, panoza, izopanoza.

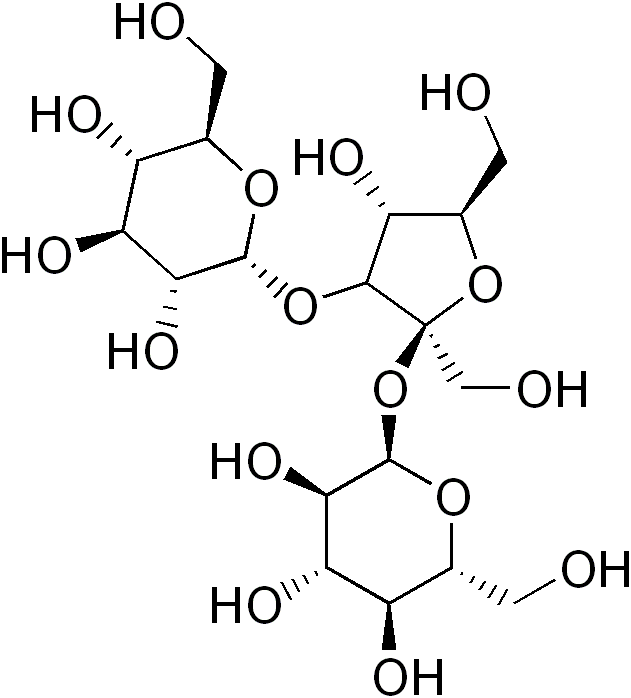
Melecytoza (melezytoza, cukier modrzewiowy) – cukier składający się z dwóch cząsteczek glukozy i jednej cząsteczki fruktozy, typowy składnik miodów spadziowych
Panoza
Rafinoza